# Démolition d'un mur
Démolition d'un mur is een Franse stomme film uit 1896. De film werd gemaakt door de gebroeders Lumière.
De film toont vier arbeiders die een oude muur wegbreken in de fabriek van Lumière. Nadat de muur omvergeduwd is, wordt hij verder afgebroken met gebruik van pikhouwelen.